# Kaspar Kamp

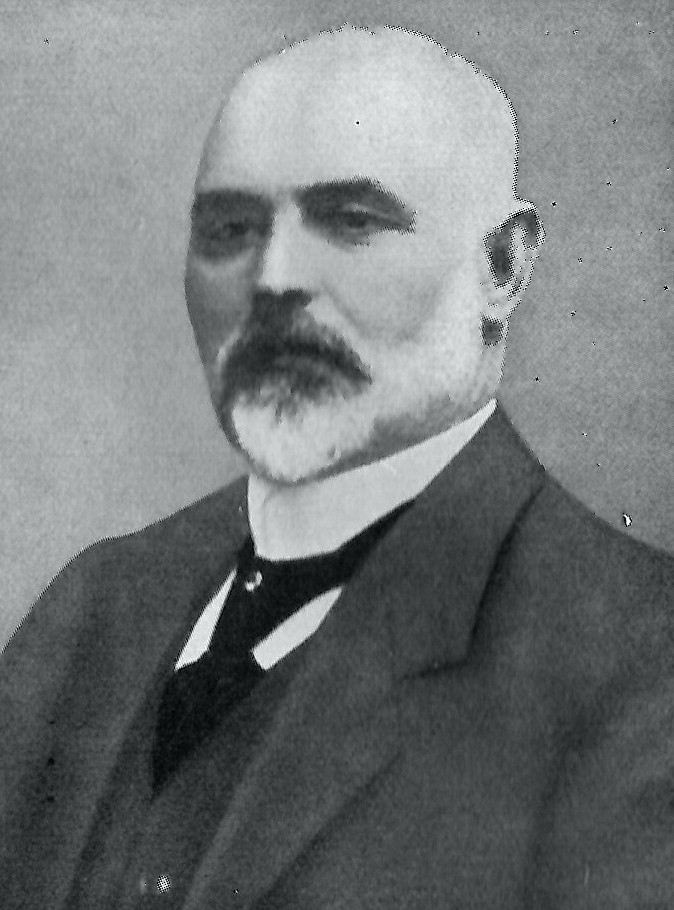
Kaspar Kamp

Kaspar Kamp (* 25. März 1863 in Echtrop; † 7. Januar 1922 in Münster) war ein deutscher Lehrer und Politiker (Zentrum). 

## Leben
Kaspar Kamp war der Sohn des Landwirtes Kaspar Kamp und seiner Ehefrau Elisabeth, geb. Henke. Er besuchte die katholische Volksschule in Echtrop und wurde von 1880 bis 1882 an der Präparandenanstalt und dem Lehrerseminar in Langenhorst als Volksschullehrer ausgebildet. Von 1882 bis 1899 arbeitete er als Lehrer an der katholischen Volksschule in Bochum. Nach Ablegung der Mittelschullehrer- und Rektorprüfung wurde er dort Schulleiter. Von 1910 bis 1921 war er Vorsitzender des Katholischen Lehrerverbandes des Deutschen Reiches (KLVdDR). 1920 wurde er Kreisschulrat in Münster und als schultechnischer Hilfsarbeiter in die Bezirksregierung berufen.
Kamp war Herausgeber zahlreicher pädagogischer Schriften, von 1895 bis 1904 Redakteur der Zeitschrift Erziehung und Unterricht und später Redakteur der Pädagogischen Woche. Zudem verfasste er zwischen 1903 und 1908 mehrere Schulbücher. Darüber hinaus beteiligte er sich als Mitarbeiter an Roloffs Lexikon der Pädagogik.
Kamp trat in die Zentrumspartei ein. Er war Stadtverordneter in Münster und Mitglied der dortigen Schuldeputation. Von 1919 bis 1921 war er Mitglied der Verfassunggebenden Preußischen Landesversammlung. Im Februar 1921 wurde er als Abgeordneter in den Preußischen Landtag gewählt, dem er bis zu seinem Tode angehörte. Im Parlament vertrat er den Wahlkreis 17 (Westfalen-Nord).
Kaspar Kamp war seit 1887 mit Elisabeth, geb. Kortländer, verheiratet und hatte sechs Kinder.

## Schriften (Auswahl)
- Gestaltung des vaterländischen Geschichtsunterrichtes. 1892.
- Die formale Bedeutung des Sprachunterrichtes. 1894.
- Erziehung und Unterricht. 1898.
- Beruf und Leben als Ankläger der heutigen Volksschule. 1907.